# Sospita wandammanensis
Sospita wandammanensis är en fjärilsart som beskrevs av James John Joicey och Talbot 1916. Sospita wandammanensis ingår i släktet Sospita och familjen juvelvingar. Inga underarter finns listade i Catalogue of Life.